# Cyclosa pellaxoides
Espèce
Synonymes
- Epeira pellax Thorell, 1893 nec O. Pickard-Cambridge, 1885

Cyclosa pellaxoides est une espèce d'araignées aranéomorphes de la famille des Araneidae.

## Distribution
Cette espèce est endémique de Singapour.

## Description
La femelle holotype mesure 2,5 mm.

## Systématique et taxinomie
Cette espèce a été décrite sous le protonyme Epeira pellax par Thorell en 1893. Le nom Epeira pellax Thorell, 1893 étant préoccupé par Epeira pellax O. Pickard-Cambridge, 1885, il est remplacé par Cyclosa pellaxoides par Roewer en 1942.

## Publications originales
- Roewer, 1942 : Katalog der Araneae von 1758 bis 1940. 1. Band (Mesothelae, Orthognatha, Labidognatha: Dysderaeformia, Scytodiformia, Pholciformia, Zodariiformia, Hersiliaeformia, Argyopiformia). Natura, Buchhandlung für Naturkunde und exakte Wissenschaften Paul Budy, Bremen, vol. 1, p. 1-1040.
- Thorell, 1893 : « Novae species aranearum a Cel. Th. Workman in ins. Singapore collectae. » Bollettino della Società Entomologica Italiana, vol. 24, p. 209-252 (texte intégral).